# Piast Erzsébet pomerániai hercegné
Piast Erzsébet (1326/30/4 – 1361), lengyelül: Elżbieta Kazimierzówna, németül: Elisabeth von Polen, latinul: Elisabeth Piast, filia Casimiri III Magni regis Poloniae, lengyel királyi hercegnő, házassága révén pomerániai hercegné. III. Kázmér lengyel király elsőszülött gyermeke. Gediminas litván nagyfejedelem unokája, Piast Erzsébet magyar királyné unokahúga, Jagelló II. Ulászló litván nagyfejedelem és lengyel király elsőfokú unokatestvére, valamint Luxemburgi Zsigmond magyar király és német-római császár nagyanyja.

## Élete
Apja III. Kázmér lengyel király, anyja Anna (Aldona) litván hercegnő, Gediminas (1275 körül–1341) litván nagyfejedelemnek és Polocki Jevna (Jaunė) (1280 körül–1344) hercegnének, Iván polocki herceg lányának a lánya.
Szülei 1325. október 16-án kötöttek házasságot, és ez alkalomból anyja felvette a római katolikus vallást, a pogány nevét, az Aldonát megváltoztatták, és Annának keresztelték. Erzsébetnek egy fiatalabb édestestvére is született, Kunigunda (1335–1357) hercegnő, akinek a férje VI. Lajos bajor herceg és brandenburgi őrgróf (1330–1365), választófejedelem, IV. Lajos német-római császár fia volt, gyermekeik azonban nem születtek a házasságukból.
Anyját, Anna királynét gyermekkorában elvesztette, aki 1339. május 26-án halt meg, és a Wawelben helyezték örök nyugalomra.
Féltestvére volt Piast Anna cillei grófné, aki apjának a negyedik, Piast Hedviggel kötött házasságából született, de akit már nem ismerhetett meg, hiszen a halála után született, viszont húgának a lánya, Cillei Anna lett az ő elsőfokú unokatestvérének, Jagelló II. Ulászló litván nagyfejedelem és lengyel király második felesége.

## Filmművészet
A 2018-ban bemutatott Koronás sas című lengyel televíziós sorozatban megjelenik az alakja, akit két évadon át a gyerekkorától élete végéig Marta Wiśniewska, Gabriela Świerczyńska és Julia Młynarczyk személyesít meg.

## Gyermekei
- Férjétől, V. Boguszláv (1318/19–1373) pomerániai hercegttől, 2 gyermek:
  - Erzsébet (1347–1393), férje IV. Károly német-római császár (1316–1378), 5 gyermek, többek között:
    - Luxemburgi Zsigmond (1368–1437), a lengyel korona kijelölt örököse az akkori lengyel király, az apósa, I. Lajos által 1382-ben, magyar király és német-római császár, 1. felesége Mária (1371–1395) a lengyel korona kijelölt örököse az akkori lengyel király, az apja, I. Lajos által 1382-ben, magyar királynő, 1 fiú, 2. felesége Borbála cillei grófnő (1392–1451), 1 leány:
      - (2. házasságából): Luxemburgi Erzsébet (1409–1442) magyar, cseh és német királyi hercegnő, német-római császári hercegnő, férje, I. (V.) Albert (1397–1439) osztrák herceg, magyar, cseh és német király, 4 gyermek, többek között:
        - Habsburg Erzsébet (1437–1505) magyar és cseh királyi hercegnő, lengyel királyné és litván nagyhercegné, férje IV. Kázmér lengyel király (1427–1492), 13 gyermek, többek között:
          - Jagelló János Albert (1459–1501), I. János Albert néven lengyel király és litván nagyherceg, nem nősült meg, gyermekei nem születtek
          - Jagelló Sándor (1461–1506), I. Sándor néven lengyel király és litván nagyherceg, felesége Rurik Ilona moszkvai nagyhercegnő (1476–1513), gyermekei nem születtek
          - Jagelló Zsigmond (1467–1548), I. Zsigmond néven lengyel király és litván nagyherceg, 1. felesége Szapolyai Borbála (1495–1515), I. (Szapolyai) János későbbi magyar király húga, 2 leány, 2. felesége Sforza Bona milánói hercegnő (1495–1558), 6 gyermek+3 természetes gyermek

  - Kázmér (Kaźko) (1351–1377), nagyapja, III. Kázmér lehetséges örököse a lengyel trónon I. Lajos magyar király ellenében, 1368-ban nagyapja örökbe fogadta, IV. Kázmér néven pomerániai herceg, 1. felesége Johanna (Kenna) (1350–1368), Algirdas litván nagyfejedelem lánya, gyermekei nem születtek, 2. felesége Piast Margit mazóviai hercegnő (1358 előtt–1388/96), gyermekei nem születtek.[1]